# Punta Hardy
La punta Hardy es una punta que tiene rompientes en sus proximidades y que marca el extremo oeste de la isla de Bellingshausen, perteneciente al grupo Tule del Sur, en las islas Sandwich del Sur.
La isla nunca fue habitada ni ocupada, y como el resto de las Sandwich del Sur se encuentra bajo control del Reino Unido que la hace parte del territorio británico de ultramar de las Islas Georgias del Sur y Sandwich del Sur, y es reclamada por la República Argentina, que la hace parte del departamento Islas del Atlántico Sur dentro de la provincia de Tierra del Fuego, Antártida e Islas del Atlántico Sur.

## Toponimia
Fue nombrada en 1930 por el personal británico de Investigaciones Discovery a bordo del RRS Discovery II haciendo referencia a  Alister C. Hardy, zoólogo del Comité Discovery (1924-1928) y profesor de la Universidad de Hull.